# Hanna Walz
Johanna „Hanna” Walz, z domu Kegel (ur. 28 listopada 1918 w Templinie, zm. 17 grudnia 1997 w Fuldzie) – niemiecka polityk, samorządowiec, prawnik i działaczka protestancka, od 1969 do 1980 posłanka do Bundestagu, od 1973 do 1984 posłanka do Parlamentu Europejskiego.

## Życiorys
Po zdaniu matury w 1937 studiowała prawo i nauki polityczne na Uniwersytecie w Tybindze i Uniwersytecie Humboldtów w Berlinie. Na drugiej uczelni uzyskała magisterium w 1940, w tym samym roku zdała prawniczy egzamin państwowy. Następnie do 1943 była pracownikiem naukowym w Berlinie. Po wojnie zatrudniona w redakcji Deutsches Allgemeines Sonntagsblatt w Stuttgarcie, zaś w 1948 obroniła doktorat na Uniwersytecie w Tybindze. Od 1950 do 1954 pracowała jako bibliotekarka w Światowej Radzie Kościołów w Genewie, następnie przeniosła się do Fuldy.
W 1955 zaangażowała się w działalność polityczną w ramach Unii Chrześcijańsko-Demokratycznej. Od 1958 należała do jej władz w Hesji, a od 1967 do 1979 była w nich wiceprzewodniczącą. W latach 1965–1975 kierowała też heskim oddziałem grupy roboczej ds. protestanckich w CDU. Od 1956 do 1959 zasiadała w radzie miejskiej Fuldy, następnie do 1969 pozostawała członkiem landtagu Hesji.
W latach 1969–1980 zasiadała w Bundestagu VI, VII i VIII kadencji. Jednocześnie od 1970 do 1973 należała do Zgromadzeń Parlamentarnych Unii Zachodnioeuropejskiej oraz Rady Europy. W latach 1973–1984 sprawowała mandat posłanki do Parlamentu Europejskiego, w 1979 wybrano ją w wyborach bezpośrednich. Przystąpiła do Europejskiej Partii Ludowej, od 1978 do 1984 kierowała Komisją ds. Energii i Badań Naukowych. Od 1959 do 1979 pięciokrotnie zasiadała w Zgromadzeniu Federalnym. W 1984 przeszła na polityczną emeryturę.
Odznaczono ją Krzyżem Oficerskim (1973), Wielkim Krzyżem Zasługi (1978) oraz Wielkim Krzyżem Zasługi z Gwiazdą (1984) Orderu Zasługi Republiki Federalnej Niemiec, a także Medalem Wilhelma Leuschnera (1982). Opublikowała dwie książki poświęcone protestantyzmowi.

## Życie prywatne
Od 1941 była żoną teologa Hansa Hermanna Walza, miała z nim trójkę dzieci.